# Hodijja
Hodijja (hebr. הודיה) – moszaw położony w samorządzie regionu Chof Aszkelon, w Dystrykcie Południowym, w Izraelu.
Leży w północno-zachodniej części pustyni Negew, w odległości 6 km na wschód od miasta Aszkelon, w otoczeniu moszawów Berechja, Maszen i Nir Jisra’el, oraz kibucu Negba.

## Historia
Pierwotnie w miejscu tym znajdowały się ziemie należące do arabskiej wioski Dżulis. Podczas wojny domowej w Mandacie Palestyny w dniu 12 maja 1948 wioskę Julis zaatakowali członkowie żydowskiej organizacji paramilitarnej Hagana. Zdołali oni zająć tutejsze byłe brytyjskie koszary wojskowe, jednak nie zdołali przejąć kontroli nad samą wioską. W trakcie wojny o niepodległość w jej rejonie przechodziła linia frontu izraelsko-egipskiego. Egipcjanie wielokrotnie atakowali izraelskie pozycje w koszarach Julis. W dniu 11 czerwca Izraelczycy zajęli całą wioskę. W trakcie walk została prawie doszczętnie zniszczona. Mieszkańcy uciekli, a pozostałych wypędzono.
Współczesny moszaw został założony w 1949 przez żydowskich imigrantów z Indii, do których później dołączyli imigranci z Iranu i Jemenu.

## Gospodarka
Gospodarka moszawu opiera się na intensywnym rolnictwie, sadownictwie i uprawach w szklarniach. Spółka Yodiah Grocery dostarcza warzywa do licznych sklepów w regionie.
Działa tutaj firma Shay&Snir zajmująca się sprzedażą komputerów i akcesoriów informatycznych.

## Komunikacja
Przy wschodniej granicy moszawu przebiega droga nr 3500, którą jadąc na północ dojeżdża się do drogi ekspresowej nr 3  (Aszkelon–Modi’in-Makkabbim-Re’ut), a w kierunku południowo-zachodnim do moszawu Berechja i położonego na południu skrzyżowania z drogą ekspresową nr 35  (Aszkelon–Hebron). Z moszawu można także wyjechać lokalną drogą na wschód, gdyż w odległości 100 metrów znajduje się skrzyżowanie z drogą nr 232 , która łączy z sobą drogi ekspresowe nr 3 z nr 35.